# بال درق (تشهاردانغة)
بال درق (بالفارسية: بال‌داغی) هي منطقة سكنية تقع في إيران في قسم تشهاردانغة الریفي. يقدر عدد سكانها بـ 67 نسمة.